# Burg Linau
Die Burg Linau ist eine abgegangene Turmhügelburg (Motte), deren Überreste verteilt auf drei mäßige Hügelkuppen in einer Reihe, Turmhügel und Reste des Turmfundaments, sich auf dem Gebiet der heutigen Gemeinde Linau im Kreis Herzogtum Lauenburg in Schleswig-Holstein befinden.

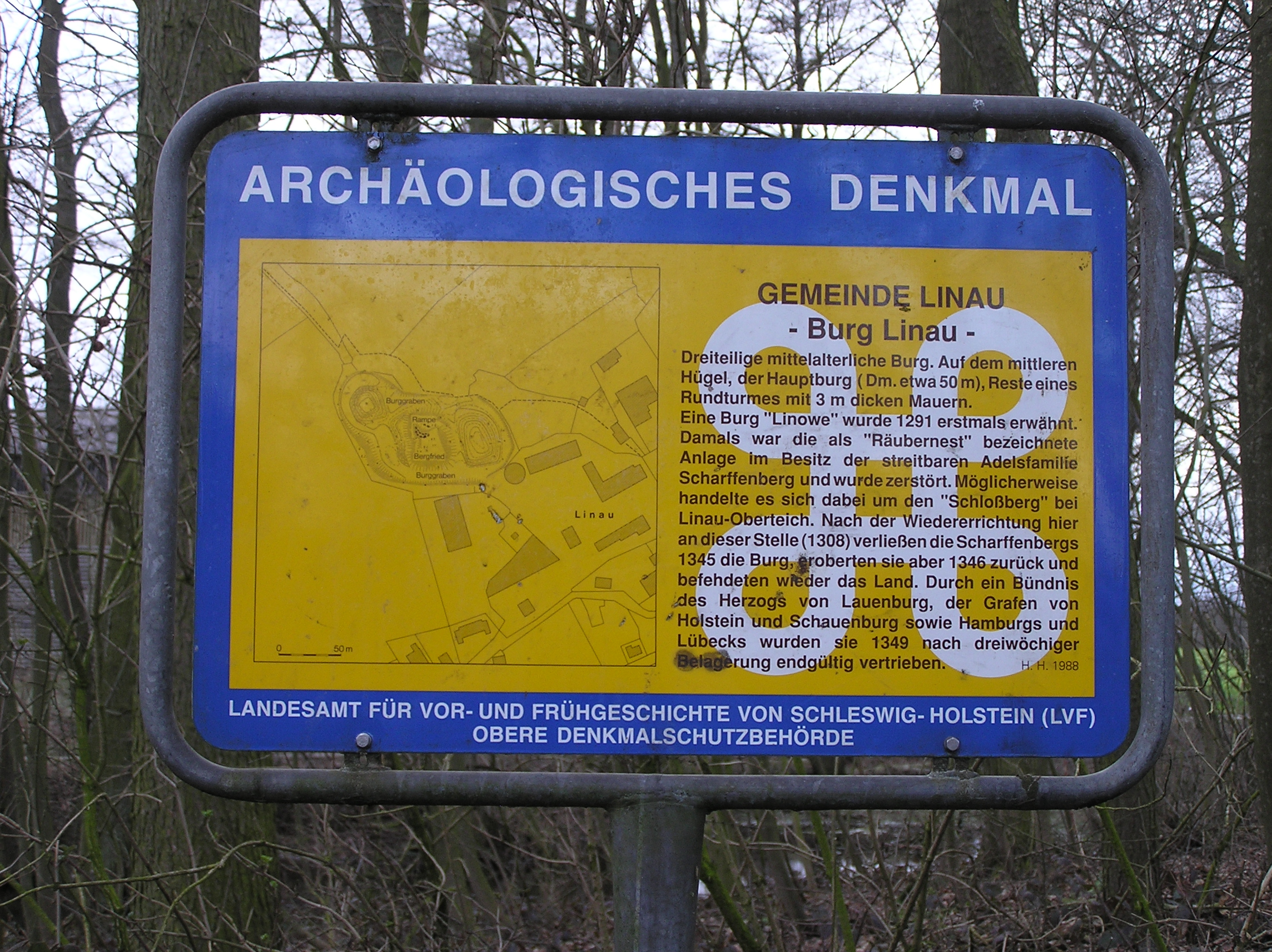
Darstellung der Burg durch das Landesamt für Früh- und Vorgeschichte von Schleswig-Holstein

## Bauwerk
Die noch vorhandenen Grundmauern des Bergfrieds lassen darauf schließen, dass diese über zwei Meter dick waren, bestehend aus unbehauenen Findlingen, verbunden mit Segeberger Kalk. Der Burgplatz wird etwa 500 × 100 Meter groß gewesen sein, ohne die Wirtschaftsgebäude, die etwas weiter entfernt gelegen haben müssen. Die eigentliche Burg lag auf einer Anhöhe von etwa 3 ½ Metern. Der Burggraben, von dem noch heute ein Stück zu sehen ist, stand mit der Bille in Verbindung, die in der Nähe ihren Ursprung hat.
Es handelt sich – neben der einst landesherrlichen Burg Glambek auf Fehmarn – um die wohl einzige, noch als bescheidene Ruine mit aufgehendem Mauerwerk erhaltene mittelalterliche Steinburg in Schleswig-Holstein, dessen einst zahlreiche Adelsburgen des 11. bis 15. Jahrhunderts vom Typ Motte (vgl. die frei rekonstruierte Turmhügelburg Lütjenburg) größtenteils aus Holz auf Erdhügeln errichtet waren.

## Geschichte
Linau wurde erstmals 1230 erwähnt. Ende des 13. Jahrhunderts errichteten hier die Raubritter von Scharpenberg die befestigte Burg. Die Burg gestattete den Ausblick über die alte Landstraße Hamburg-Lübeck, und damit die Überwachung vorüberziehender Reisender und Kaufleute. Im Jahr 1291 schlossen sich die wendischen Fürsten und Städte sowie die Herzöge von Lauenburg gegen die Raubritter zusammen, unter denen die Scharpenbergs auf Burg Linau eine herausragende Stellung einnahmen. Ziel sollte unter anderem die Zerstörung der Burg Linau sein. Im Frieden zu Deitzow wurde vereinbart, dass die Scharpenbergs ihre Burg selbst schleifen sollten. Dies erfolgte auch, hinderte die Raubritter aber nicht daran, die Burg im Anschluss wieder neu zu errichten und ihre Tätigkeit fortzusetzen. Lange wurde angenommen, dass diese erste Burg sich etwa 2 km entfernt am Linauer Oberteich befunden habe, doch bei der Ausgrabung von 2018 wurde eine Brandschicht gefunden, die den Abbruch der alten Burg an derselben Stelle belegt.
Für das Jahr 1308 erwähnt der Lübecker Chronist Detmar, dass die Burg wiederhergestellt war. Im Jahr 1312 zog Graf Gerhard II. von Holstein-Plön gegen die Burg Linau und beschoss sie mit Bliden. Die Burg widerstand allen Angriffen unbeschadet. Im Jahr 1326 erbaute Graf Johann der Milde das Schloss Trittau nahe der holsteinischen Grenze zur Abwehr gegen die Linauer und legte eine Besatzung dorthin. Es kam in Borstorf zum Kampf, aus welchem zwar Graf Johann als Sieger mit vielen Gefangenen und reicher Beute hervorging. Aber auch dieser Sieg konnte die weiteren Raubzüge der Scharpenbergs nicht verhindern. 1338 erfolgte ein weiterer vergeblicher Angriff der Hamburger und Lübecker auf die Burg.
Erst im Jahr 1344 konnte die Macht der Burg Linau auf gütlichem Wege gebrochen werden, indem die Herzöge von Sachsen-Lauenburg, Erich I. und sein Sohn Erich II., den Brüdern Heino und Lüdeke von Scharpenberg die Burg abkauften. Damit ging zwar von der Burg Linau keine Gefahr mehr aus – die Scharpenbergs siedelten aber um und trieben von Schloss Dartsingen (jetzt Amt Neuhaus) an der Elbe aus ihr Unwesen weiter. Von hier eroberten sie schon 1347 die Burg Linau zurück.
Im Jahre 1349 jedoch wurde den Scharpenbergs, nachdem sie sich also etwa 70 Jahre lang behauptet hatten, endgültig das Handwerk gelegt. Die Grafen Gerhard und Johann von Holstein-Plön, Adolf von Holstein-Pinneberg, Herzog Erich von Lauenburg sowie die Lübecker und Hamburger schlossen ein Bündnis und belagerten drei Wochen die Burg Linau. Die Hamburger und Lübecker hatten allein 2500 Mann aufgebracht. Obwohl die Scharpenbergs sich gut verproviantiert hatten, konnten sie dieser Übermacht nicht standhalten. Nachdem die Hamburger Verstärkung geschickt hatten, ergaben sich die Scharpenbergs nach drei Wochen Belagerung am 23. September des Jahres 1349. 1500 Hamburger und Lübecker brachen die Mauern und den Turm ab, so dass die Feste Linau dem Erdboden gleichgemacht wurde. Die Scharpenbergs blieben nach ihrer Niederlage im Besitz der Linauer Ländereien.
Die Grundmauern des Turmes sind noch heute vorhanden. Sie wurden 2018 freigelegt und renoviert. Dabei wurde in den Grundmauern ein späterer Ziegelofen gefunden.